# Краеглазка ахина
Краеглазка ахина, или буроглазка крупноглазая, или Краеглазка придорожная или Крупноглазка (лат. Lopinga achine) — вид бабочек из семейства бархатниц.

## Описание
Длина переднего крыла 19—29 мм. Размах крыльев бабочки от 45 до 55 миллиметров. Крылья сверху и снизу серо-коричневые, с круглыми разного размера тёмным пятнами в жёлтых ободках на внешнем поле. Снизу крыльев вдоль внешнего края жёлтые линии с чёрной между ними. Половой диморфизм слабо выражен.

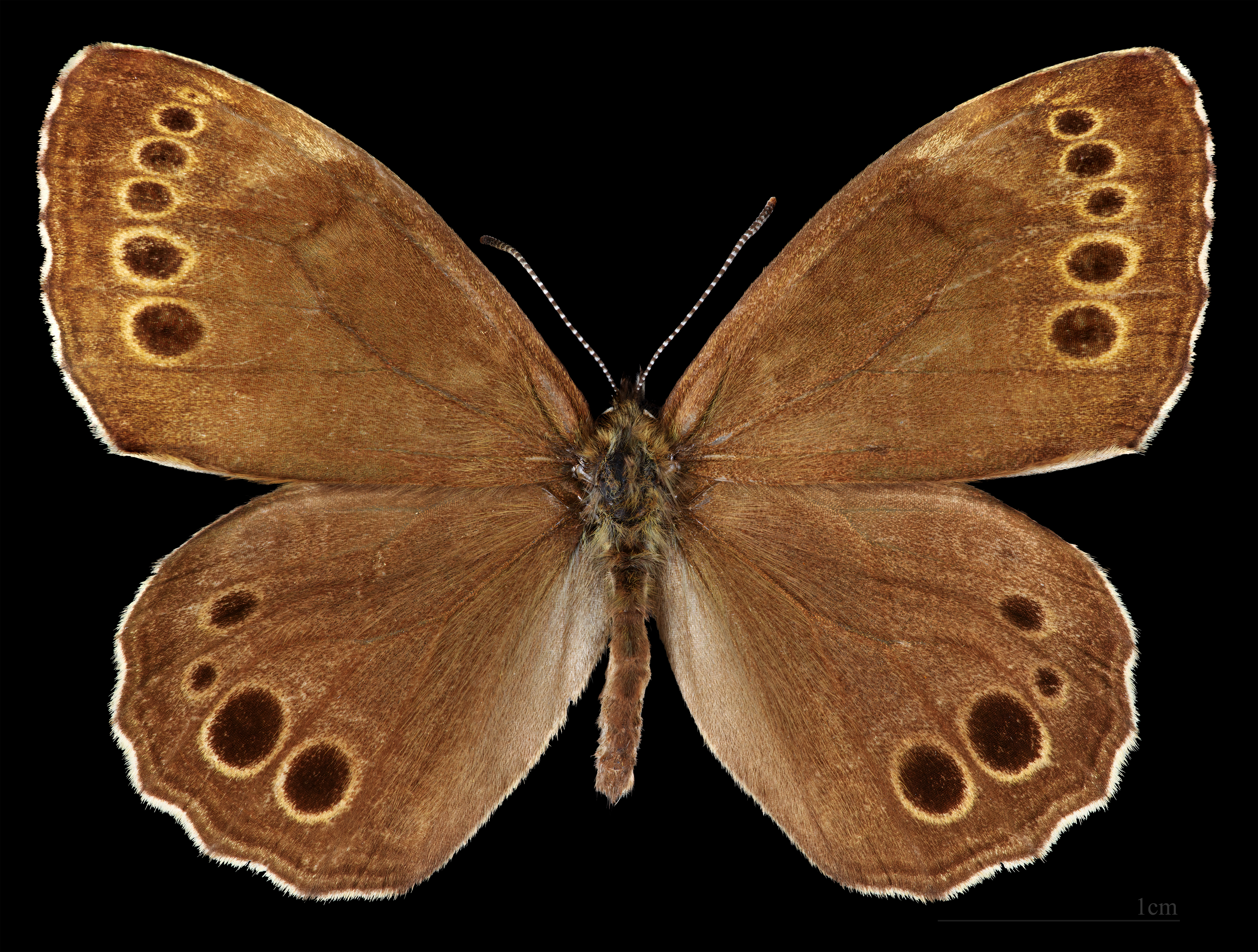
Lopinga achine ♂
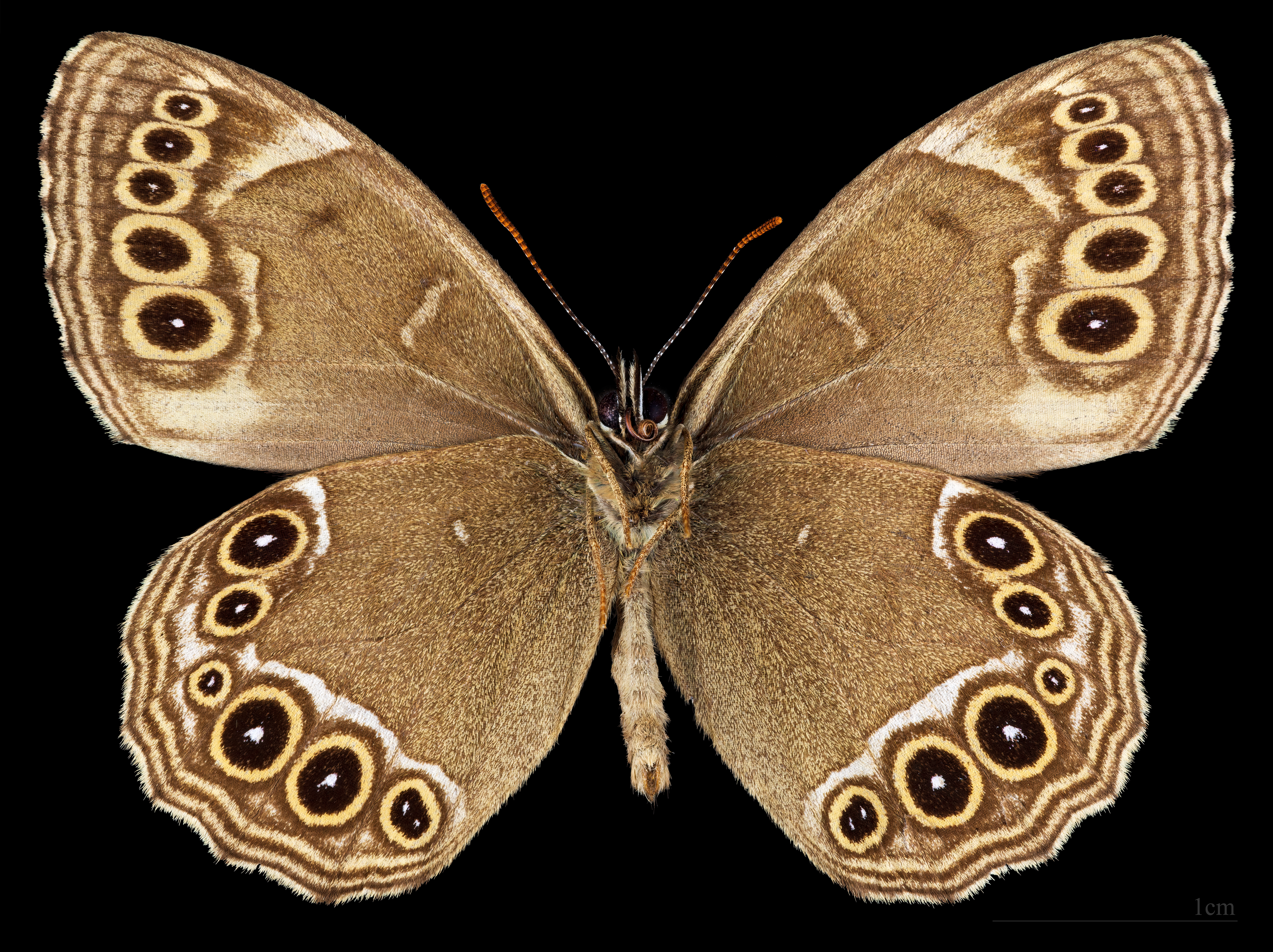
Lopinga achine ♂   △

## Распространение
Распространён в палеарктическом регионе: на юге лесной и в лесостепной зоне Евразии от Франции до Японии, на Сахалине, Южных Курилах. Широко распространена по всему северу Восточной Европы вид. На юге вид проникает до лесостепной зоны центральных и восточных областей Украины (Киевская, Черкасская, Полтавская, Харьковская области). Далее на восток южная граница ареала этого вида проходит по лесостепи России до Северного Придонья. В Литве и Беларуси вид очень редок, в Польше зарегистрировано несколько популяций из северо-восточной части и в горах. Известны находки из Словакии, предгорий Карпат на Украине, Западной Венгрии и Румынии.

## Местообитание
Населяет сырые лесные опушки, обочины лесных дорог, поляны, берега рек. Тенелюбивый вид. В Карпатах не поднимается выше высоты 400 м над ур.м. В Сибири встречается среди луговых пространств у колков и на полянах в борах, по лесным дорогам, просекам, среди черёмухокустарниковых зарослей в долинах степных ключей, на облесённых горных склонах, на лужайках в долинах ручьёв и речек рядом с ними. В горах бассейна Амура по склонам с лиственнично-берёзовыми лесами и каменистыми обнажениями достигает гольцов.

## Биология
Везде развивается только в одном поколении за год. Лёт бабочек происходит с конца мая по конец июля (отдельные экземпляры могут встречаться до августа).
Самцы могут порой образовывать скопления на влажной почве, около воды или на экскрементах животных. Самки преимущественно ведут довольно скрытый образ жизни и летают только лишь высоко в кронах кустарников и деревьев. Бабочки преимущественно садятся отдыхать на стволы и вертикальные ветви деревьев, цветы посещают крайне редко.

## Жизненный цикл
Яйца шаровидные желтоватые или беловато-зелёные. Самка «сбрасывает» яйца по одному на различные виды злаков в полете.
Гусеница развивается с зимовкой с августа по май-июнь следующего года, предпочитает держаться у основания кормового растения, окукливается на стеблях травы. Она зелёная, с тремя тёмными линиями вдоль спины и сдвоенной светлой полоской по бокам. Голова желтовато-коричневая в белых точках. Последний сегмент с двумя беловатыми остриями. Кормовые растения гусениц: пырей ползучий, житняк, коротконожка перистая, коротконожка лесная, вейник, луговик, пырейник собачий, пырейник, плевел опьяняющий, перловник поникающий, мятлик однолетний, мятлик, пшеница.
Куколка зелёная в беловатых крапинках и полосках, с угловатым головным концом и заметным грудным выступом. На крыловых зачатках по две светлые поперечные полосы и небольшие тёмные чёрточки, параллельные им. Висит низко на камнях или травах.

## Замечания по охране
В Красной книге Международного союза охраны природы (МСОП) вид имеет 3 категорию охраны (VU — уязвимый таксон, находящиеся под угрозой исчезновения в перспективе).
Включён в «Красную книгу Европейских дневных бабочек» с категорией SPEC3 — вид, обитающий как в Европе, так и за её пределами, но находящийся на территории Европы под угрозой исчезновения.
Включён в Красную книгу Восточной Фенноскандии для Финляндии (1998) (2 категория), Беларуси (2004) (3 категория).
Вид охраняется в Польше и Словакии, где в последней находится на грани исчезновения. Вид уже полностью исчез в ряде стран Западной Европы (Болгария, Бельгия, Люксембург).